# NumLockキー
| NumLock  | /        | *          | -     |
| 7 Home   | 8 ↑      | 9 PageUp   | +     |
| 4 ←      | 5        | 6 →        | +     |
| 1 End    | 2 ↓      | 3 PageDown | Enter |
| 0 Insert | 0 Insert | . Delete   | Enter |

NumLockキー（ナムロックキー、ニューメリックロックキー、数値ロックキー）はコンピュータ用のキーボードのキーの一つで、多くのキーボードではテンキー（数値キーパッド）の一部に存在する。NumLockキーによる数字入力モードのオン・オフにより、テンキーを数字入力の他に、カーソルキーなど別の用途に切り替えて使用できる。

## 概要
NumLockの「Num」はNumeric（数字）の略で、数字入力モードのオン・オフを行うキーである。
NumLockキーは、CapsLockキーやScrollLockキーと同じくトグル式のキーであり、キーを押すことでオン（有効）またはオフ（無効）の状態（モード）を切り替えられる。オン状態では、該当するキーが数字入力キーとして機能する。オフ状態では、該当するキーは別の機能（カーソルキー、文字入力キーなど）として機能する。オン・オフの状態はキーボードなどに備え付けのLEDで表示されることが多い。

## 経緯
IBM PC/XTの83キーボードでは、カーソルキーとテンキーが兼用になっており、NumLockキーを押すことでこれらを切り替えるようになっていた。Numlockがオンの場合はテンキー、オフの場合はカーソルキーとして使用できた。これによりキー数を節約でき、ゲーム等でカーソルを多用する場合に便利であった。
後継のPC/AT前期の84キーボードや後期の101キーボードでは、独立したカーソルキーが設けられたが、互換性確保のためテンキーのカーソルキー兼用とNumLockキーによる切替は継承された。このため以後のPC/AT互換機の大半のキーボードや、日本語109キーボードでも受け継がれている。

## 影響
現在のデスクトップパソコン用のキーボードの大半では、独立したテンキーおよびカーソルキーが搭載されているため、NumLockキーが元来の目的で使われることは稀である。NumLockキーは通常はオンになっているが、ユーザーが気付かぬうちにNumLockキーを触ってオフにしてしまうと、テンキーがカーソルキーの動作をするように変わるので、困惑する場合がある。
またノートパソコンなどテンキーのないキーボードの多くでは、NumLockキーは通常はオフになっており、オンにするとメインキー（文字キー）の一部がテンキーの動作をするように変わるものがある（例えば、Mが0、Jが1、Kが2、Lが3のように動作する）。なおこの場合は、仮にテンキー付きキーボードを接続して使う場合には、NumLockキーをオンにしないとテンキー部分が利用できない場合がある。